# Autet
Autet ist eine Gemeinde im französischen Département Haute-Saône in der Region Bourgogne-Franche-Comté.

## Geographie
Autet liegt auf einer Höhe von 195 m über dem Meeresspiegel, 13 km nordöstlich von Gray und etwa 42 km nordwestlich der Stadt Besançon (Luftlinie). Das Dorf erstreckt sich im Westen des Départements, im Tal des Salon, am nördlichen Rand der Niederung der Saône.
Die Fläche des 11,35 km² großen Gemeindegebiets umfasst einen Abschnitt des mittleren Saône-Tals. Die östliche Grenze verläuft meist entlang der Saône, die hier mit großen Schleifen durch eine breite Alluvialniederung nach Westen fließt. Die Talaue liegt durchschnittlich auf 195 m und weist eine Breite von ungefähr 1,5 Kilometern auf. Der Fluss ist kanalisiert und zur Wasserstraße ausgebaut. Südlich von Autet reicht der Gemeindeboden auch auf die linke Seite der Saône, wobei die Grenze entlang einem Altarm verläuft. Vom Flusslauf erstreckt sich das Gemeindeareal nordwärts über die Talniederung und über einen 30 m hohen, steilen Hang bis auf das angrenzende Plateau. Es wird zweigeteilt durch die ein Kilometer breite Talniederung des Salon, der unterhalb von Autet in die Saône mündet. Das Plateau besteht aus einer Wechsellagerung von kalkigen und sandig-mergeligen Sedimenten der oberen Jurazeit und liegt auf 230 m. Auf dem Plateau herrscht landwirtschaftliche Nutzung vor, doch gibt es auch einige Waldflächen. Im Norden reicht das Gebiet in den Grand Bois, in dem mit 248 m die höchste Erhebung von Autet erreicht wird.
Nachbargemeinden von Autet sind Dampierre-sur-Salon und Vaite im Norden, Savoyeux und Mercey-sur-Saône im Osten, Beaujeu-Saint-Vallier-Pierrejux-et-Quitteur im Süden sowie Vereux im Westen.

## Geschichte
Überreste eines gallorömischen Siedlungsplatzes weisen auf eine frühe Besiedlung des Gemeindegebietes hin. Im Schlosspark wurde 1855 ein Burgundergrab entdeckt, das reiche Grabbeigaben enthielt. Der Ortsname wandelte sich im Lauf der Zeit von Auter über Austel, Aultet und Authey zum heutigen Autet, das seit 1682 belegt ist. Im Mittelalter gehörte Autet zur Freigrafschaft Burgund und darin zum Gebiet des Bailliage d’Amont. Die lokale Herrschaft oblag den Baronen von Fouvent. Bei der Invasion der Protestanten unter dem Herzog von Zweibrücken wurde das Dorf 1569 verwüstet. Während des Dreißigjährigen Krieges wurde Autet 1637 erneut stark in Mitleidenschaft gezogen und zahlreiche Bewohner, die sich auf einer Insel in der Saône versteckt hatten, getötet. Zusammen mit der Franche-Comté gelangte Autet mit dem Frieden von Nimwegen 1678 definitiv an Frankreich. Heute ist Autet Mitglied des 42 Ortschaften umfassenden Gemeindeverbandes Communauté de communes des Quatre Rivières.

## Sehenswürdigkeiten

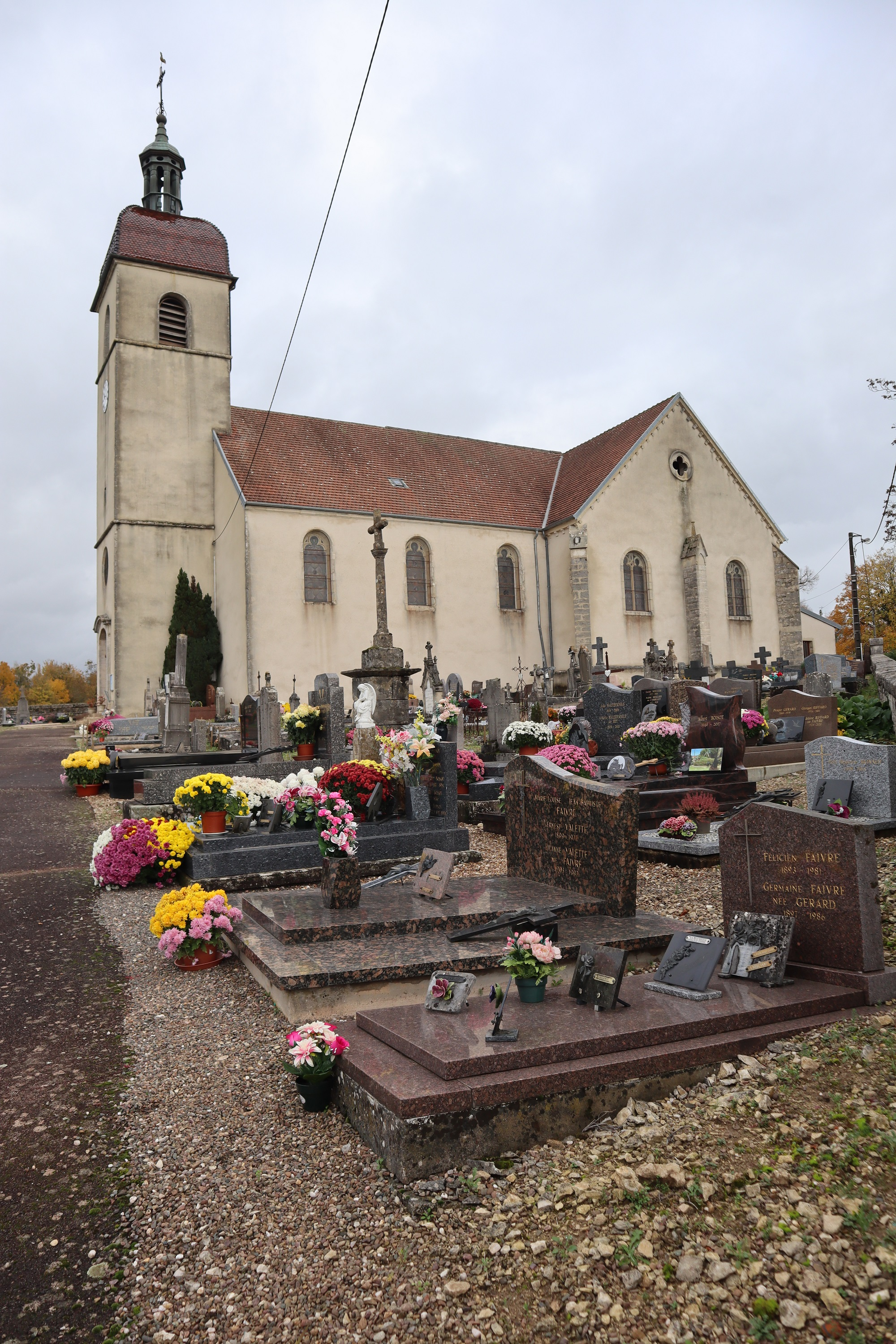
Kirche Sts-Pierre-et-Paul

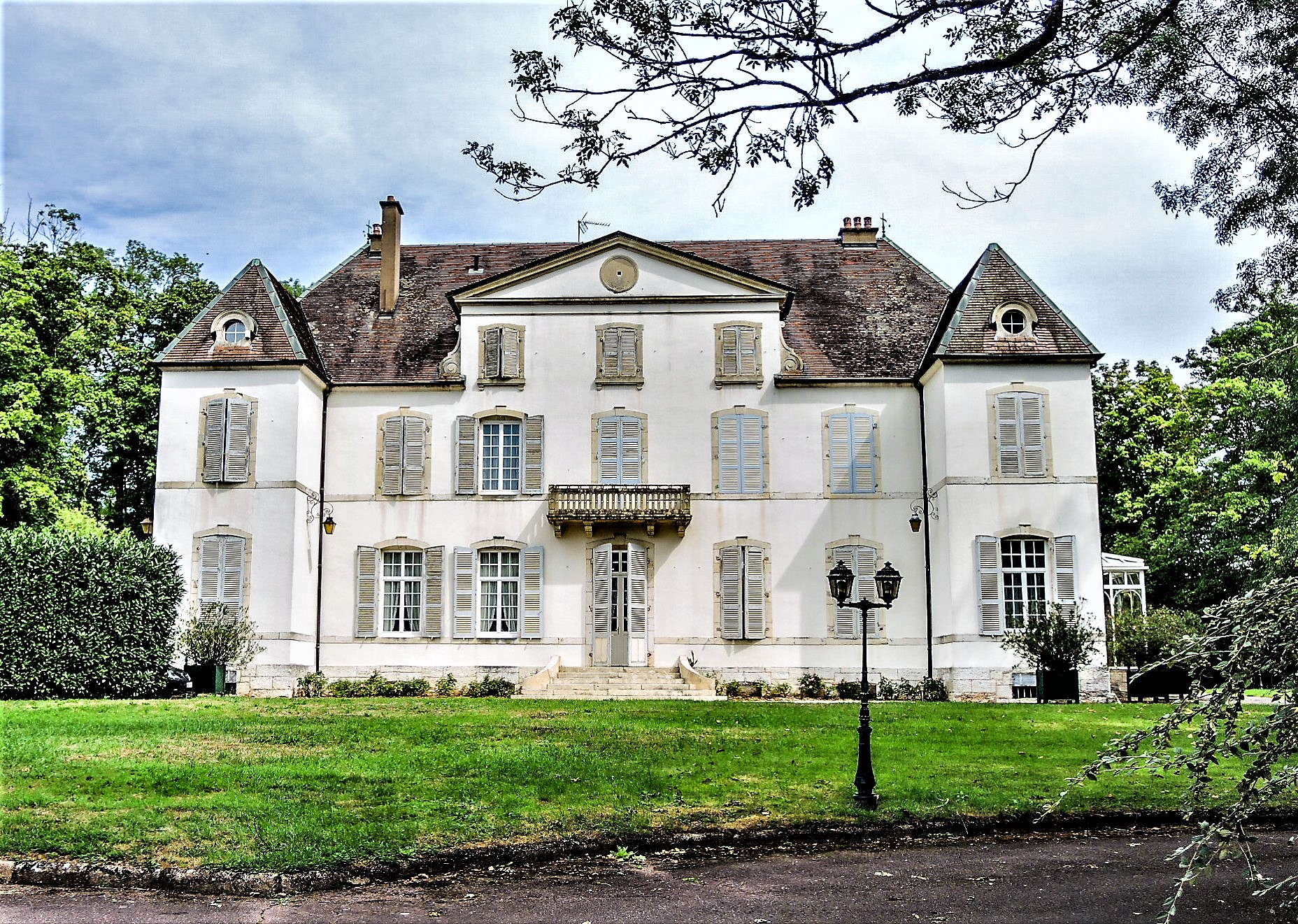
Schloss

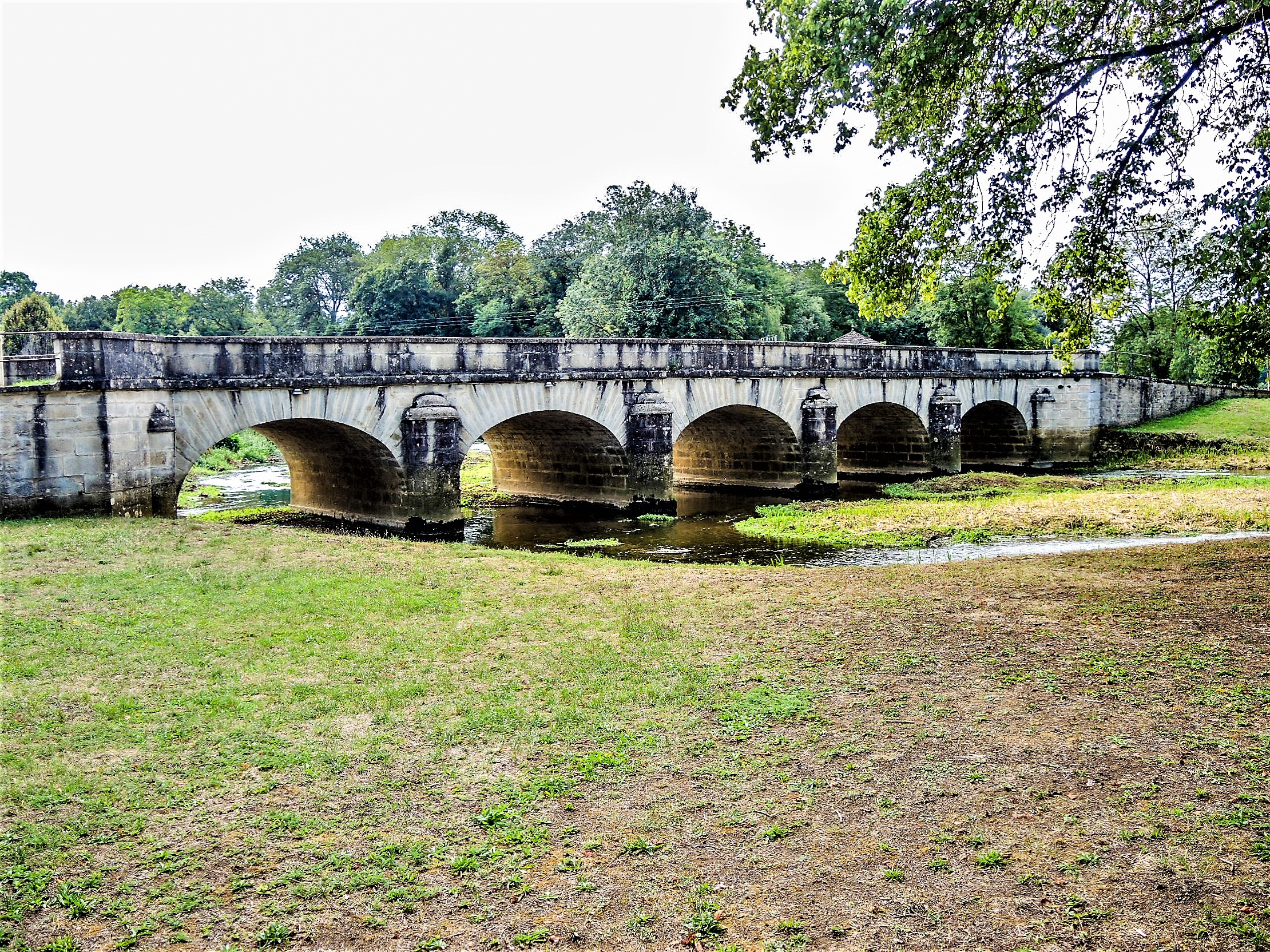
Steinbrücke Pont sur le Salon

Die Kirche Sts-Pierre-et-Paul stammt ursprünglich aus dem 14. Jahrhundert. Aus dieser Zeit ist der gotische Chorraum erhalten, während das Querschiff im 16. Jahrhundert angebaut wurde. Im 18. und 19. Jahrhundert kamen als Neubau und Erweiterung das Hauptschiff und die Seitenkapellen hinzu. Das Schloss mit monumentalem Portal wurde im 18. Jahrhundert errichtet und 1961 nach einem Brand restauriert. Das überdachte Lavoir, das einst als Waschhaus und Viehtränke diente, wurde 1830 erbaut. Über den Salon führt eine restaurierte fünfbogige Steinbrücke.

## Bevölkerung
| Jahr                       | 1962 | 1968 | 1975 | 1982 | 1990 | 1999 |
| Einwohner                  | 256  | 331  | 387  | 323  | 301  | 263  |
| Quellen: Cassini und INSEE |      |      |      |      |      |      |

Mit 257 Einwohnern (1. Januar 2022) gehört Autet zu den kleinen Gemeinden des Département Haute-Saône. Nachdem die Einwohnerzahl in der ersten Hälfte des 20. Jahrhunderts deutlich abgenommen hatte (1896 wurden noch 417 Personen gezählt), wurde während der 1960er und 70er Jahre wieder ein Bevölkerungswachstum verzeichnet. Seither ist die Einwohnerzahl erneut rückläufig.

## Wirtschaft und Infrastruktur
Autet war lange Zeit ein vorwiegend durch die Landwirtschaft (Ackerbau, Obstbau und Viehzucht) geprägtes Dorf. Die Wasserkraft des Salon wurde früher für den Betrieb von Mühlen genutzt. Heute gibt es verschiedene Betriebe des lokalen Kleingewerbes. In den letzten Jahrzehnten hat sich das Dorf zu einer Wohngemeinde gewandelt. Viele Erwerbstätige sind deshalb Wegpendler, die in den größeren Ortschaften der Umgebung ihrer Arbeit nachgehen.
Die Ortschaft liegt abseits der größeren Durchgangsachsen an einer Departementsstraße, die von Dampierre-sur-Salon nach Beaujeu führt. Weitere Straßenverbindungen bestehen mit Vereux und Seveux. Autet besitzt einen Bahnhof an der stillgelegten Eisenbahnlinie von Vesoul nach Gray.